# Staryj Majdan (obwód żytomierski)
Staryj Majdan (ukr. Старий Майдан, pol. hist. Stary Majdan) – wieś na Ukrainie, w obwodzie żytomierskim, w rejonie pulińskim. W 2001 roku liczyła 603 mieszkańców.
Miejscowość powstała na początku XIX wieku. Leżała wówczas w gminie Kurne w dobrach sokołowskich, w powiecie nowogrodzkim, w guberni wołyńskiej. Początkowo była własnością Ilińskich, potem miała kilku właścicieli.